# Shove-it
Een shove-it (of shuvit) is een skateboard truc waarbij de skateboarder het bord 180 graden laat draaien 180 zonder dat de tail van het skateboard de grond raakt, of meer, in het kader van zijn / haar voeten. Er zijn vele variaties van de shove-it, maar ze volgen allemaal hetzelfde principe: de skateboarder blijft op één plek, terwijl hij zijn achterste voet naar achteren "schuift". De pop shove-it werd oorspronkelijk de  "Ty hop" genoemd, vernoemd naar Ty Page.
Een 180 shove-it wordt uitgevoerd door op het bord te staan, een beetje te springen en het “schuiven” van de tail naar beneden en naar de zijkant. Hoewel de tail de grond niet mag raken,mag het skateboard niet meer dan ongeveer een inch van de grond  mogen getild worden. De skateboarder vangt vervolgens het bord met zijn of haar voeten na de 180 graden rotatie. Er zijn 2 soorten shove-its, een frontside en backside shove-it (wanneer de gebruiker zijn achterste voet naar achteren duwt om vooruit te springen) (wanneer de gebruiker de tail van het skateboard naar voren duwt met zijn achterste voet ).